# Tomás Urbina
Tomás Urbina är en ort i Mexiko.   Den ligger i kommunen Durango och delstaten Durango, i den centrala delen av landet, 700 km nordväst om huvudstaden Mexico City. Tomás Urbina ligger 1 930 meter över havet och antalet invånare är 719.
Terrängen runt Tomás Urbina är kuperad åt sydost, men åt nordväst är den platt. Runt Tomás Urbina är det ganska glesbefolkat, med 30 invånare per kvadratkilometer. Närmaste större samhälle är José Refugio Salcido, 13,7 km norr om Tomás Urbina. Trakten runt Tomás Urbina består i huvudsak av gräsmarker.